# 刘永寿
刘永寿（1942年12月—），湖南沅陵人，1965年4月加入中国共产党。中共中央党校研究生文化。中华人民共和国政治人物。

## 生平
刘氏历任湖南省沅陵县县长；怀化地区行署专员；湖南省林业厅副厅长、厅长。1999年1月任湖南省人大常委会秘书长，办公厅主任，2008年9月退休。